# St.-Pauli-Kirche (Flögeln)

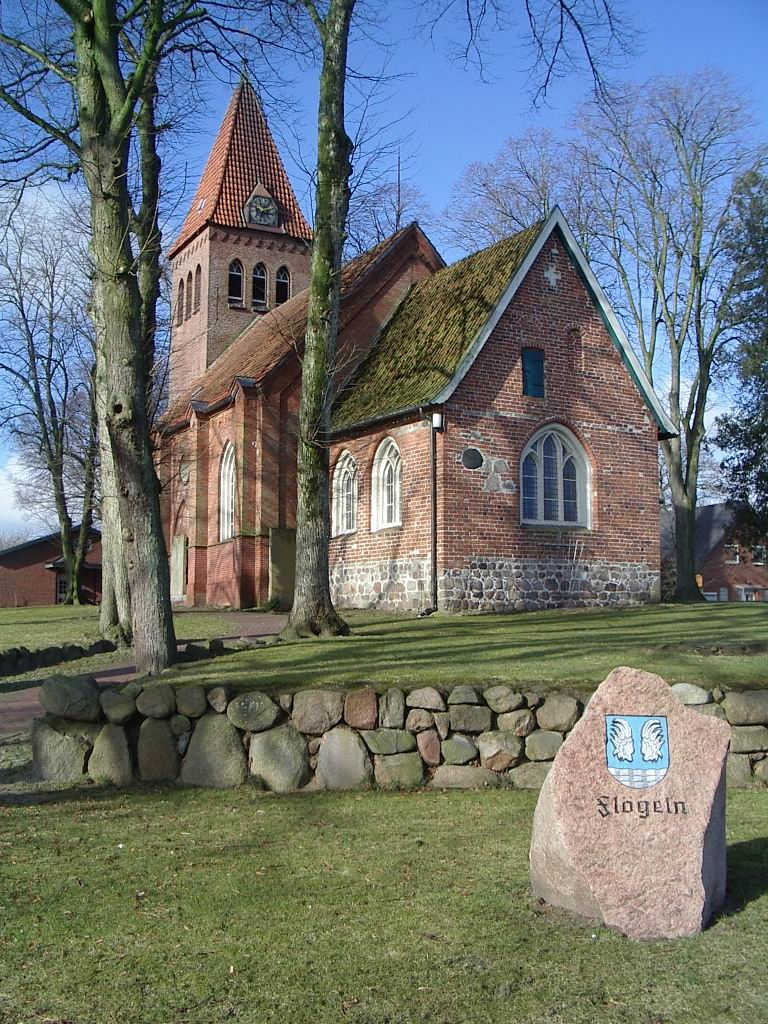
St.-Pauli-Kirche

Die St.-Pauli-Kirche in Flögeln, einer Ortschaft der Stadt Geestland im Landkreis Cuxhaven, steht in Niedersachsen unter Denkmalschutz und ist in der Liste der Baudenkmale in Geestland enthalten.

## Geschichte
Der Ort und eine erste Kirche wurde in bremischen Urkunden erstmals 1204 als Vlogeling erwähnt. Die Ritter von Flögeln waren mit der benachbarten Familie von Bederkesa verwandt. 1381/1411 kam Flögeln in den Besitz der Stadt Bremen im Amt Bederkesa, wurde 1654 schwedisch und kam 1715 zum Kurfürstentum Hannover, das 1866 preußisch wurde.
1438 wird Martin von der Lieth in einer Kaufurkunde  als Kirchherr genannt. Der Rat der Stadt Bremen bestimmte 1504 den Kanoniker von St. Ansgarii Dietrich Stenow zum Pfarrer von Flögeln. Die Reformation wurde 1534 von der Stadt Bremen für das Amt Bederkesa eingeführt.
Ein erster Küster in Flögeln wurde 1587 ernannt. Der Schulunterricht fand ab 1610 in der Küsterei statt, später in neuen Schulbauten.
Gegen den Widerstand der Gemeinde wurde vom Kurfürstentum Hannover 1659 ein lutherischer Pfarrer (Bernhard Havemann, 1625–1691, Sohn des Michael Havemann) eingesetzt.
Die Paulskirche wurde nach dem Apostel Paulus von Tarsus († ca. 65) benannt.

### Bauwerk

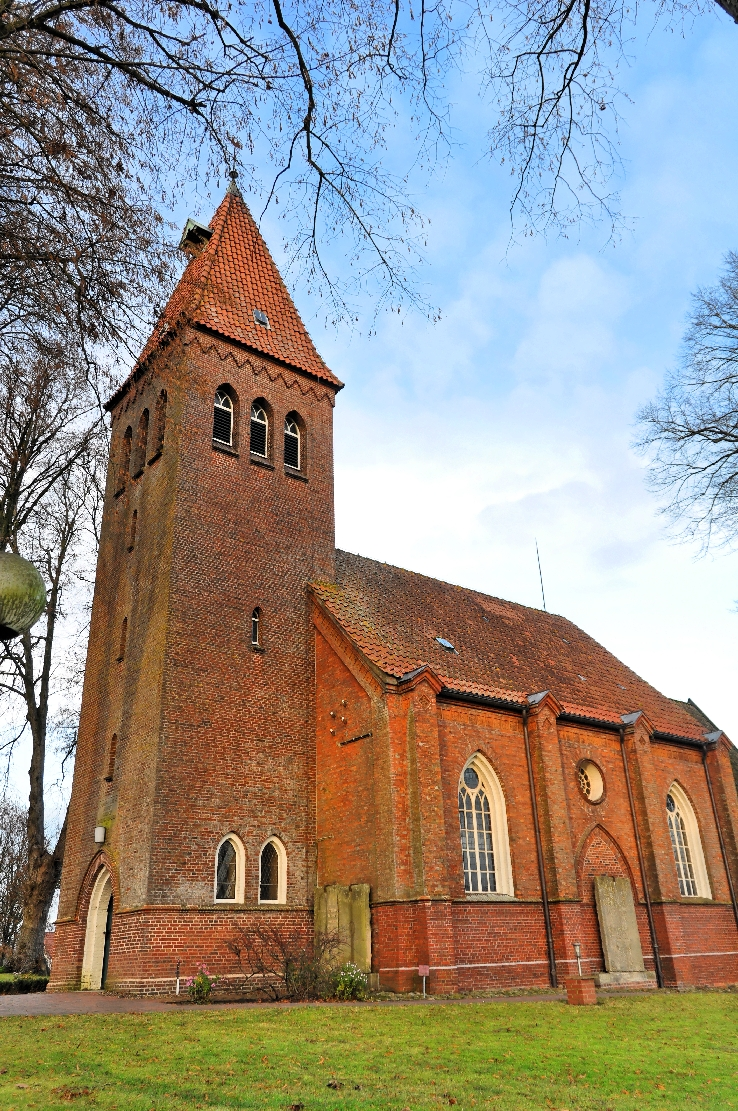
St.-Pauli-Kirche

Die einschiffige, gotische und neogotische Backsteinkirche steht am Kirchweg auf einer kleinen Anhöhe, mit einem eingerückten, rechteckigen Chor aus Backsteinen auf einem Feldsteinsockel stammt zu Teilen aus dem Mittelalter (13. Jh., Feldsteinsockel, Chor um 1500). Das Kirchenschiff wurde 1851/52 erneuert. Der quadratische, viergeschossige Westturm von 1905 ersetzte einen Vorgängerturm; er hat ein Zeltdach.
Aus der reformierten Zeit stammt das Altarbild mit  einem plattdeutschen Schriftsatz. Das barocke Abendmahlbild und die Kanzel kamen nach 1659. Die Bremer Familie Leisewitz stiftete die Priechen (abgesonderte Sitzplätze der höheren Stände), die romantische Orgel und das Jesusbild über dem Chorraum. Das runde Taufbecken von 1609, ein Kronleuchter (19. Jh.), die Orgel auf der Empore und eine moderne Skulptur ergänzen die Innenausstattung.
Das eingeschossige Pfarrhaus, Flögelinger Str. 35, stammt von 1820 und bildet mit der Pfarrscheune ein Ensemble.

### Kirchgemeinde
Die evangelisch-lutherische Kirchengemeinde im Kirchenkreis Wesermünde der Evangelisch-lutherischen Landeskirche Hannovers wird durch einen Kirchenvorstand geführt. Zur Gemeinde gehören das Dorf Fickmühlen und ein kirchlicher Friedhof in Flögeln. Das Pfarramt ist seit 1974 verbunden mit dem Pfarramt der St.-Jacobi-Kirche in Bad Bederkesa.

Ständige Gruppen der Gemeinde sind der Posaunenchor, der Chor, die Jugendgruppe, die Kinderkirche und der Seniorenkreis.